# 43-я танковая дивизия
43-я танковая дивизия РККА — оперативное войсковое объединение в составе ВС СССР во время Великой Отечественной войны. Период боевых действий: с 22 июня 1941 года по 10 августа 1941 года.

## История
43-я танковая дивизия сформирована в марте 1941 года на базе 35-й легкотанковой бригады. Входила в состав 19-го механизированного корпуса 5-я армии Киевского Военного Округа, преобразованного 22 июня 1941 года в Юго-Западный фронт. Дислоцировалась в Бердичеве. К 22 июня 1941 года имела 237 танков (5 КВ, 2 Т-34, 230 Т-26). 
22 июня 1941 года 43-я танковая дивизия начала выдвижение к границе. С 27 по 28 июня дивизия на подступах к Ровно вела бои с 13-й танковой и 299-й пехотной дивизиями. В связи с прорывом 11-й танковой дивизии противника и угрозы окружения дивизия 28 июня оставила Ровно и начала отступление на восток.
28 июня в Ровно героически вёл бой экипаж танка № 736 86-го танкового полка дивизии (Т-26), в который входили Павел Иванович Абрамов и Александр Александрович Голиков (третий член экипажа был послан за водой и не вернулся). Они заняли позицию у моста через реку Устье. Когда погиб один из танкистов, другой продолжал неравный бой. После того как закончились боеприпасы, оставшийся в живых поджёг танк и тоже погиб. По приказанию немецкого генерала Абрамов и Голиков были похоронены с почестями. После освобождения Ровно советскими войсками в январе 1944 года местная жительница Зигмунда Мадзинская передала в политотдел освободившей город стрелковой дивизии сохранённые ею личные документы танкистов, записную книжку Павла Абрамова и последнее письмо Александра Голикова своей жене, а также семейные фотографии. Посмертно Павел Абрамов и Александр Голиков были награждены орденами Отечественной войны II степени.

Милая Тонечка!
Я не знаю, прочитаешь ты когда-нибудь эти строки? Но я твёрдо знаю, что это последнее моё письмо. Сейчас идёт бой жаркий, смертельный. Наш танк подбит. Кругом нас фашисты. Весь день отбиваем атаку. Улица Островского усеяна трупами в зелёных мундирах, они похожи на больших недвижимых ящериц.
Сегодня шестой день войны. Мы остались вдвоём — Павел Абрамов и я. Ты его знаешь, я тебе писал о нём. Мы не думаем о спасении своей жизни. Мы воины и не боимся умереть за Родину. Мы думаем, как бы подороже немцы заплатили за нас, за нашу жизнь…
Я сижу в изрешечённом и изуродованном танке. Жара невыносимая, хочется пить. Воды нет ни капельки. Твой портрет лежит у меня на коленях. Я смотрю на него, на твои голубые глаза, и мне становится легче — ты со мной. Мне хочется с тобой говорить, много-много, откровенно, как раньше, там, в Иваново…
…Сквозь пробоины танка я вижу улицу, зелёные деревья, цветы в саду яркие-яркие.
У вас, оставшихся в живых, после войны жизнь будет такая же яркая, красочная, как эти цветы, и счастливая… За неё умереть не страшно… Ты не плачь. На могилу мою ты, наверное, не придёшь, да и будет ли она — могила-то?
— Письмо Александра Голикова жене
В июле 43-я танковая дивизия принимала участие в контрударах по левому флангу группы армий «Юг» в районе Новоград-Волынского и Коростенского укрепрайона.
В начале августа дивизия была выведена в тыл под Харьков, где 10 августа была переобразована в 10-ю танковую бригаду.

## Командование
- Командир — полковник Цибин, Иван Григорьевич.
- Начальник штаба — подполковник Бунтман-Дорошкевич, Вениамин Александрович (погиб 14.12.1942).
  - Помощник начальника штаба — капитан Фомичёв, Михаил Георгиевич.
- Заместитель по политической части — старший батальонный комиссар Погосов, Артём Карпович (01.04.1941-10.08.1941).
  - Заместитель начальника отдела политпропаганды — старший политрук Макаров, Алексей Григорьевич (20.03.1941-10.08.1941).
- Заместитель по строевой части — полковник Кириченко, Николай Алексеевич.
- Начальник оперативного отдела — майор Супян, Борис Давидович.
- Начальник разведывательного отдела — капитан Яценко (пропал без вести), старший лейтенант Лосик, Олег Александрович.

## Состав дивизии
Штаб дивизии находился в городе Бердичев.
В 43-ю танковую дивизию входили:
- 85-й танковый полк. (майор Н. М. Алабушев, заместитель — майор Брюква, Яков Антонович (погиб 05.08.1941))
  - 1-й танковый батальон (Герой Советского Союза капитан Старков, Георгий Вениаминович погиб 31.03.43 г.)
- 86-й танковый полк (майор Воротников, Михаил Андреевич погиб в 1942 г.).
- 43-й мотострелковый полк (майор Иванченко, Алексей Иванович 25.03.1941-?).
- 43-й гаубичный артиллерийский полк (майор Тесленко, Владимир Васильевич погиб 03.07.1941).
- 43-й отдельный разведывательный батальон (Герой Советского Союза капитан Архипов, Василий Сергеевич; начальник штаба — капитан Богачёв Василий Гаврилович погиб 29.09.1941).
- 43-й отдельный зенитно-артиллерийский дивизион.
- 43-й понтонно-мостовой батальон.
- 43-й отдельный батальон связи.
- 43-й медико-санитарный батальон.
- 43-й автотранспортный батальон.
- 43-й ремонтно-восстановительный батальон.
- 43-я рота регулирования.
- 43-й полевой хлебозавод.
- 700-я полевая почтовая станция.
- 519-я полевая касса Госбанка

## Численность
Бронетанковый состав на 22 июня 1941 года:
| Т-27/38 | Т-26 | Т-28 | Т-34 | КВ-1 | Итого | БА |
| ------- | ---- | ---- | ---- | ---- | ----- | -- |
|         | 230  |      | 2    | 5    | 237   | 9  |

Артиллерийский состав на 22 июня 1941 года:
| 76-мм. пушка | 37-мм. МЗА | 152-мм. гаубицы | 152-мм. гаубицы | 82-мм. миномёты | 50-мм. миномёты |
| ------------ | ---------- | --------------- | --------------- | --------------- | --------------- |
| 4            | 4          | 12              | 12              | 12              | 22              |

Автотранспортный состав на 22 июня 1941 года:
| Автомобили | Тракторы | Мотоциклы |
| ---------- | -------- | --------- |
| 630        | 15       | 18        |